# Jezioro Białe (Ukraina)
Jezioro Białe (ukr. Біле озеро) – przepływowe jezioro limanowe położone w rejonie ujścia Dniepru, w obwodzie chersońskim na Ukrainie. Przepływa przez nie rzeka Koszowa, deltowa odnoga Dniepru. Powierzchnia jeziora wynosi 4,92 km². Brzegi w wielu miejscach zabagnione.